# Triopha aurantica
Triopha aurantica är en snäckart som beskrevs av Cockerel 1908. Triopha aurantica ingår i släktet Triopha och familjen Polyceridae. Inga underarter finns listade i Catalogue of Life.